# Diphucephala elegans
Diphucephala elegans är en skalbaggsart som beskrevs av Blackburn 1892. Diphucephala elegans ingår i släktet Diphucephala och familjen Melolonthidae. Inga underarter finns listade i Catalogue of Life.